# Sinapowska reka
Sinapowska reka, dawniej Jawuzdere (bułg. Синаповска река, Явуздере) – rzeka we wschodniej Bułgarii.
Rzeka wypływa pod nazwą Golamata reka (Голямата река) w Sakarze, 3 km od szczytu górskiego Wiszegrad (856 m n.p.m.), na wysokości 574 m n.p.m. Do wsi Dobrosełec płynie w ciasnej dolinie, z początku w kierunku północno-zachodnim a następnie północno-wschodnim. Po prawym dopływie Smesenatej reki płynie pod nazwą Sinapowska reka. Dalej rzeka gwałtownie zmienia kierunek na wschód i południowy wschód płynąc między wzgórzami góry Sakar a wyżyną Manastrirską. Minąwszy Sinapowo uchodzi do prawego brzegu Tundży, na wysokości 96 m n.p.m., 1,6 km północno-wschodnio od wsi Knjażewo.
Jej głównymi dopływami są: Smesenata reka, Razmendoł, Dżumadere, Geradżi, Iliman, Kałnica.
Rzeka ma 50 km długości, powierzchnię dorzecza o wielkości 871 km². Średni przepływ rzeki wynosi 1,3 m³/s, mierzony w Sinapowie, z maksymalnym przepływem w okresie jesienno-zimowym.